# Veljko Mršić
Veljko Mršić (ur. 13 kwietnia 1971 w Splicie) – chorwacki koszykarz, występujący na pozycjach rzucającego obrońcy lub niskiego skrzydłowego, po zakończeniu kariery zawodniczej trener koszykarski, obecnie trener Río Breogán. 

## Osiągnięcia
Na podstawie, o ile nie zaznaczono inaczej.

### Zawodnicze

#### Drużynowe
- Mistrz:
  - Chorwacji (1992–1995, 1998)
  - Litwy (1997)
  - Włoch (1999)
- Wicemistrz Hiszpanii (2002)
- Zdobywca pucharu:
  - Koracia (2001)
  - Chorwacji (1995)
- Finalista pucharu:
  - Koracia (2000)
  - Jugosławii (1991)
  - Chorwacji (1992, 1994)
  - Włoch (1999)
- 3. miejsce w świątecznym turnieju FIBA International (1992)
- Uczestnik międzynarodowych rozgrywek:
  - Euroligi (2001/2002 – runda zasadnicza, 2002/2003, 2003/2004)
  - Eurocup (1996/1997 – TOP 16, 2003/2004)

#### Indywidualne
- MVP kolejki ligi hiszpańskiej (25 – 1999/2000, 19 – 2000/2001, 7 – 2002/2003)
- Uczestnik meczu gwiazd:
  - ligi hiszpańskiej (1999, 2001)
  - FIBA (1995)

#### Reprezentacja
Seniorska
- Wicemistrz igrzysk śródziemnomorskich (1993)
- Brązowy medalista mistrzostw:
  - świata (1994)
  - Europy (1993, 1995)
- Uczestnik:
  - igrzysk olimpijskich (1996 – 7. miejsce)[4]
  - mistrzostw Europy (1993, 1995, 1999 – 11. miejsce, 2001 – 7. miejsce)
  - kwalifikacji do Eurobasketu (1995, 2001)

Młodzieżowe
- Uczestnik mistrzostw:
  - świata U–19 (1991 – 4. miejsce)[5]
  - Europy U–18 (1990 – 5. miejsce)[6]

### Trenerskie
- Mistrzostwo Chorwacji (2015–2017, 2021)
- Wicemistrzostwo Ligi Adriatyckiej (2017)
- Puchar:
  - Stankovicia (2019)
  - Chorwacji (2016, 2017, 2021)